# Americium
Americium (opkaldt efter de amerikanske kontinenter) er det 95. grundstof i det periodiske system, og har det kemiske symbol Am: Under normale temperatur- og trykforhold optræder dette kunstigt fremstillede actinid som et sølvskinnende, radioaktivt metal.

## Egenskaber
Nyligt fremstillet americium er lysere og mere sølvskinnende end plutonium og neptunium, og mere blødt og formbart end neptunium og uran. Stoffet angribes langsomt af tør, atmosfærisk luft, og i vandige opløsninger optræder det oftest med oxidationstrin +3 – det er i øvrigt langt sværere at oxidere Am(III)-ionen til Am(IV), end det er at gøre det samme med Pu(III)-ionen. Stoffet udsender omkring tre gange så meget alfastråling som radium, og i "større" mængder (et til flere gram) udsender det også en så intens gammastråling at det udgør et problem for personer der skal håndtere stoffet.
Americium kan understøtte en nuklear kædereaktion, og den kritiske masse for en kugle af americium uden neutronreflektor er beregnet til omkring 60 kilogram. Dog er det usandsynligt at nogen vil benytte stoffet til atomkraft eller atomvåben, fordi den kritiske masse for lettere tilgængelige stoffer som plutonium og uran er mindre.

## Tekniske anvendelser
Americium kan fremstilles i kilogram-store mængder, om end det er temmelig kostbart, og bruges til en række forskellige formål; primært i form af isotopen americium-241, da denne isotop er lettest at isolere i ren form: Røgalarmer indeholder en ganske lille mængde (0,2 mikrogram) americium, hvis alfastråling indgår i den proces der registrerer eventuel røg i luften. Stoffet er også blevet brugt i apparater der måler tykkelsen af glasplader på fabrikker der fremstiller sådanne, og som neutron-kilde til brug i neutronradiografi.

## Historie
Americium blev syntetiseret for første gang af Glenn T. Seaborg, Leon O. Morgan, Ralph A. James og Albert Ghiorso i slutningen af 1944, ved det der dengang hed metallurgisk laboratorie ved University of Chicago, og i dag kendes som Argonne National Laboratory. De fremstillede isotopen americium-241 ved at bombardere atomkerner af plutonium-239 med neutroner i en atomreaktor, hvorved de skabte først plutonium-240 og siden plutonium-241, som siden ved et betahenfald blev omdannet til americium-241. Seaborg fik patent nummer 3 156 523 for "Element 95 and Method of Producing Said Element" (engelsk for: "Grundstof 95 og metode til fremstilling af samme"), og opdagelsen blev "uofficielt" offentliggjort i et quiz-show for børn i 1945.

## Isotoper
Der er beskrevet 18 isotoper af Americium, hvor Am-243 er den mest stabile med en halveringstid på 7.370 år, og Am-241 med en halverigstid på 432,2 år. Alle de resterende radioaktive isotoper har halveringstider på under 51 timer og de fleste under 100 minutter. Isotoperne af Americium har en atommasse fra 231,046 u (Am-231) til 249,078 u (Am-249).